# František Kloz
František Kloz (Mlékosrby, 19 maggio 1905 – Louny, 13 giugno 1945) è stato un calciatore e allenatore di calcio cecoslovacco, di ruolo attaccante.
Il nome di František Kloz compare nel monumento ai combattenti antifascisti nel quartiere Engerth di Kladno. Alla fine della seconda guerra mondiale aderì alla resistenza e poco dopo la guerra morì in ospedale a causa delle ferite riportate nella lotta contro gli occupanti tedeschi presso un deposito di munizioni vicino a Hříškov.

## Carriera
Segnò 175 reti in 192 partite nella massima serie cecoslovacca, che lo rendono il sesto miglior marcatore nella storia del campionato.

## Statistiche

### Record

#### Con il Kladno
- Primatista di reti in tutte le competizioni (165).[7]
- Primatista di presenze in Coppa dell'Europa Centrale (8), assieme a Josef Junek.[8]
- Primatista di reti in Coppa dell'Europa Centrale (7).[8]

## Palmarès

### Giocatore

#### Individuale
- Capocannoniere del campionato cecoslovacco: 2

1929-1930 (15 gol), 1936-1937 (28 gol)
- Capocannoniere della Coppa dell' Europa Centrale: 1

1933 (5 gol, a pari merito con Raimundo Orsi, Giuseppe Meazza e Matthias Sindelar)